# سلطان يعقوب
سلطان يعقوب سلطان البصارة، لاعب كرة قدم كويتي سابق. لعب مع نادي القادسية الكويتي كظهير أيسر في السبعينات.ومع منتخب الكويت لكرة القدم. وهو الأخ الأكبر للاعب نادي القادسية الكويتي جاسم يعقوب.

## بعد الاعتزال
تقلد عدة مناصب في وزارة الإسكان، حيث كان يعمل نائب المدير العام لشؤون التوزيع والتوثيق في وزارة الإسكان ، وهو يعمل حاليا في وزارة الإسكان كنائب للمدير العام للشؤون الإدارية.